# Belga költők, írók listája
Ez a lista az ismertebb belgiumi írók, költők betűrendes névsora, évszámokkal ellátva.
A szerzők neve mellett, szerepel a nemzetiségük is: a vallon szerzők művei francia nyelvűek, míg a flamandok (illetve régebbi korokban brabantiak és flamandok) művei többnyire holland nyelvűek.
| Ábécé szerinti tartalomjegyzék                      |
| --------------------------------------------------- |
| A B C D E F G H I J K L M N O P Q R S T U V W X Y Z |

## A
- Nicolas Ancion (1971–)
- Leuveni Arnulf (vallon, kb. 1200–kb. 1250)

## B
- Jan van Beers (flamand, 1821–1888)
- Louis Paul Boon (flamand, 1912–1979)
- Walter van den Broeck (1941–2024)
- Cyriel Buysse (flamand, 1859–1932)

## C
- Hugo Claus (flamand, 1929–2008)
- Herman de Coninck (flamand, 1944–1997)
- Hendrik Conscience (flamand, 1812–1883)
- Charles De Coster (flamand-vallon, 1827–1879)

## D
- Prudens van Duyse (flamand, 1804–1859)

## E
- Georges Eekhoud (francia nyelvű flamand, 1854–1927)
- Max Elskamp (vallon, 1862–1931)
- Willem Elsschot (flamand, 1882–1960)

## G
- Guido Gezelle (flamand, 1830–1899)
- Michel de Ghelderode (vallon, 1898–1962)
- Marnix Gijsen (flamand, 1899–1984)
- Albert Giraud (vallon, 1860–1929)
- Robert Goffin (1898–1984), író, költő

## H
- Hadewijch (brabanti, 13. század)
- Jean Van Hamme (1939–)
- André Henri Constant van Hasselt (1806–1874)
- Kristien Hemmerechts (flamand, 1955–)
- Emmanuel Hiel (flamand, 1834–1899)

## I
- Geert van Istendael (flamand, 1945–)

## K
- René Kalisky (francia nyelvű, 1936–1981)

## L
- Hubert Lampo (flamand, 1920–2006)
- Tom Lanoye (flamand, 1958–)
- Karel Lodewijk Ledeganck (flamand, 1805–1847)
- Camille Lemonnier (vallon, 1844–1913)
- Virginie Loveling (flamand, 1836–1923)

## M
- Maurice Maeterlinck (francia nyelvű flamand, 1862–1949), Irodalmi Nobel-díj (1911)
- Pierre Mertens (vallon, 1939–)
- Henri Michaux (vallon, 1899–1984)

## N
- Amélie Nothomb (vallon, 1966–)

## O
- Ivan O. Godfroid (vallon, 1971–)
- Paul van Ostaijen (flamand, 1896–1928)
- Jean-Luc Outers   (vallon, 1949–)

## R
- Georges Rodenbach (vallon, 1855–1898)
- Jan van Ruusbroec (flamand, 1293–1381)

## S
- Georges Simenon (vallon, 1903–1989)
- Jan Lambrecht Domien Sleeckx (flamand, 1818–1901)
- Stijn Streuvels (flamand, 1871–1969)

## T
- Felix Timmermans (flamand, 1886–1947)
- Jean-Philippe Toussaint (1957–)

## V
- Émile Verhaeren (francia nyelvű flamand, 1855–1916)

## W
- François Weyergans (1941–2019)